# Canal Bizkaia
Canal Bizkaia es el nombre comercial de la empresa Canal Bizkaia Televisión, situada en Bilbao, Vizcaya, en la comunidad autónoma del País Vasco (España). Tiene la figura jurídica de Sociedad Anónima. La empresa tiene los mismos accionistas que Gipuzkoa Telebista y Canal Gasteiz.
Canal Bizkaia es una televisión local de ámbito provincial vizcaíno que emite su programación tanto por ondas terrestres como por el paquete de televisión por cable de Euskaltel.
A finales de 2008 con la desaparición de la marca Localia Televisión y el cierre de Pretesa, algunas de las televisiones asociadas optan por cambiar su denominación comercial. Entre ellas Localia Gipuzkoa, que adopta el nombre de Gipuzkoa Telebista. El cambio apenas afectó a la evolución del canal puesto que se optó por una programación ajena continuista con el proyecto y se mantuvo inalterable la producción local.
Durante un periodo, sus emisiones no propias, formaron parte del distribuidor de contenidos Contenalia.
En diciembre de 2012 cesaron sus emisiones.